# 劉美娟
劉美娟（英語：Eugina Lau Mei Kuen，1967年11月28日—），香港女演員，前香港無綫電視藝員，香港數碼電台唱片騎師。1985年参加無綫電視的健美小姐競選获得季军入行，出道之初被認為貌似「翁美玲」而獲力捧。劉美娟為基督徒，是香港藝人之家成員之一，丈夫為歌手張崇德。2017年以「自由身」形式拍攝邵氏兄弟劇集，2018年曾為邵氏兄弟藝員。

## 背景
1967年，劉美娟於香港出生，早年在九龍藍田邨2座成長，有一兄、一姊、一弟，其中胞姊劉祖莉曾參選香港小姐及演出電影。劉美娟就讀聖愛德華天主教小學和地利亞修女紀念學校（月華），在校時連續多年擔任班長，讀書成績不錯，又參與校內舞蹈演出，有跳蒙古舞底子。她5歲時已有星探找她到邵氏電影公司當童星，最終沒有成事。7歲起學跳舞，14歲時與胞姊獲模特兒星探賞識，被安排拍攝廣告，演出過的項目計有「Design 2000」（與狄波拉弟弟）、Lawman 牛仔褲等。
由於經歷中學老師的不文對待，覺得老師不能以身作則、樹立正面榜樣，劉美娟在1985年中五畢業後有意投身社會而不想再讀書，一度打算到美國紐約進修跳舞課程，從而向舞蹈家目標邁進。在等待香港中學會考放榜期間，適逢無綫電視播出「第一屆健美小姐競選」廣告，劉美娟胞姊認為劉美娟形象健康、愛做運動，而且沒有找事情做，於是鼓勵劉美娟報名參加比賽。原先劉美娟不願意參加，因已計劃好赴美修讀舞蹈課程，結果受胞姊一句說話「妳不是一定會勝出，主辦方不一定會讓妳入圍」影響下順勢而為。當年同屆參賽者有馬清儀、梅小惠、蔡嘉利等））。劉美娟最後在賽事中获得季军，繼而簽約為旗下藝人，為期5年。當時本於選舉中獲得亞軍的林河廷得知賽果後向媒體抗議賽果不公平，更於競選結束後翌日舉行記者會表明放棄亞軍名銜，最終令劉美娟代替其亞軍位置。
劉美娟早期較多參演電視劇集，首部正式演出的劇集是《銀色旅途》，後期同時主持電視節目。她於1985年短暫入讀無綫武術演員訓練班，與鄭伊健和郭政鴻成為同學，曾有1年時間因為自身問題而沒有工作接洽。1990年代因時常推卻影視作品的邀約，所以演出作品數量不多。1990年隨亞洲電視藝人、現為商人的孫名翠學習跳爵士舞1個多月。1991年已萌生離開無綫的想法，且以一年制合約形式續約電視台，其後在1993年約滿離開，不續約原因出於無綫電視一方在履行合約條款方面出錯而不肯承擔責任。離開前為作新嘗試而主動提出加入《歡樂今宵》節目組3年。離職未幾即獲嘉禾（泛亞）電影公司邀請簽約兩年。
1994年，本來正處理美國佈道會工作的她獲經理人介紹，參演亞洲電視與台灣單位合作拍攝的劇集《新包青天》。3年後，即1997年1月基於在劇集《壹號皇庭》的角色形象健康，她被中國內地電影公司以此為由邀請出演電視劇《反貪風暴》內的一個中國大陸檢察官角色。在《反貪風暴》劇集反應理想的情況下，她再被相中到北京參演《康熙微服私訪記》，成為首個在北京拍攝有關題材的香港演員。直至2001年結婚後，多專注於家庭生活，甚少於幕前演出。2017年則以「自由身」形式拍攝邵氏兄弟劇集，2018年曾簽約為邵氏兄弟藝員。
在演戲以外，劉美娟活躍於教會活動。她於2000年與楊寶玲、李健達等藝人灌錄福音唱片《音樂友情》。2001年推出首張個人福音唱片《全因為祢》。此外，她也主持宗教節目，如《基督2000》。2002年為福音傳播中心（現為真証傳播）主持電視節目《向生命致敬》。

## 個人生活

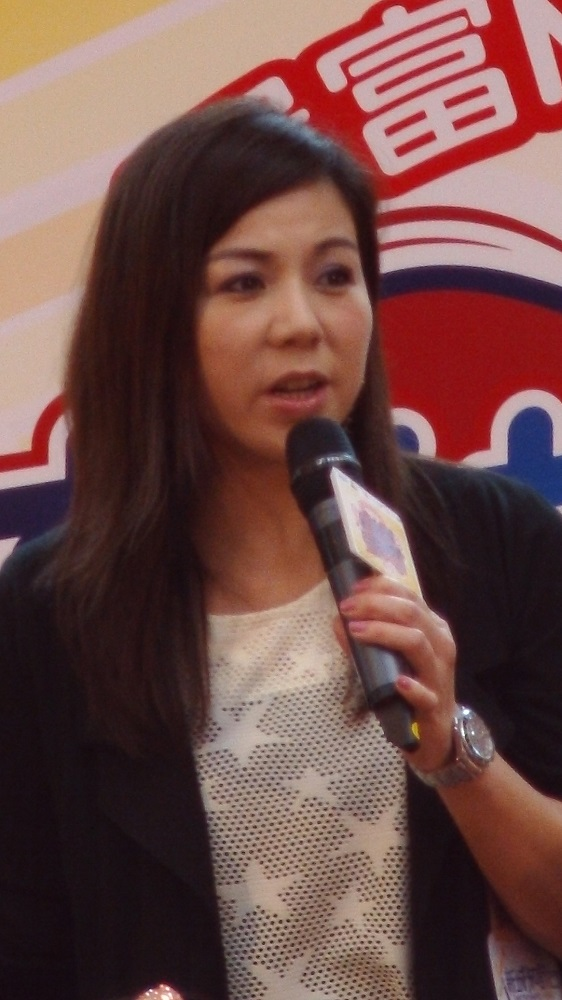
2013年4月14日出席馬鞍山馬鞍山廣場活動

劉美娟於1990年至2000年與演員邵仲衡拍拖。2001年11月，她與歌手張崇德拍拖只有11個月便結婚，二人於出席「藝人之家」聚會而漸生情愫。2005年2月19日，劉美娟誕下首名兒子，出生一天便夭折，2006年她再度懷孕，2007年2月誕下兒子，2008年9月再度誕下女兒。

## 演出作品
*以下列表只記錄劉美娟演出過的影視作品，若有遺漏，請協助補充相關資料。

### 電視劇（無綫電視）
| 年份   | 劇名                            | 角色               |
| 1985年 | 香港八五                        |                    |
| 1986年 | 銀色旅途                        | 安婷               |
| 1986年 | 英雄故事                        | 石美鳳             |
| 1986年 | 赤腳紳士                        | 蔡詠怡             |
| 1986年 | 鑽石王老五                      | 向冬               |
| 1986年 | 薛剛反唐                        | 魏小思（永泰郡主） |
| 1987年 | 飲馬江湖                        | 李樂媛             |
| 1987年 | 成吉思汗                        | 合答安             |
| 1987年 | 工字打出頭                      | 黃淑賢             |
| 1988年 | 誓不低頭                        | 陳玉英             |
| 1988年 | 大都會                          |                    |
| 1988年 | 絕代雙驕                        | 小仙女張菁         |
| 1988年 | 衰鬼迫人                        | 朱盈盈             |
| 1989年 | 天機                            | 成小芹             |
| 1989年 | 龍廷爭霸                        | 方冠華             |
| 1989年 | 回到唐山                        | 李細妹             |
| 1990年 | 天若有情                        | 夏青               |
| 1990年 | 走路新郎哥                      | 關小喬             |
| 1991年 | 情陷特區                        | 徐璐               |
| 1991年 | 不婚媽咪                        | 李嬣               |
| 1991年 | 血璽金刀                        | 柳婉容             |
| 1992年 | 壹號皇庭                        | 江承宙（Helen）    |
| 1992年 | 水滸英雄傳                      | 鄧彩兒             |
| 1992年 | 極度空靈第7集單元「變異的火種」 | 燕                 |
| 1993年 | 壹號皇庭II                      | 江承宙（Helen）    |
| 1994年 | 壹號皇庭III                     | 江承宙（Helen）    |
| 1994年 | 驚心都市第2集單元「死亡熱線」   | 袁早安（Joan）     |

### 電視劇（亞洲電視）
| 年份   | 劇名             | 角色   |
| 1995年 | 新包青天之大執法 | 蘇婉兒 |

### 電視劇（香港電台）
| 年份   | 劇名                   | 角色           |
| 1993年 | 人間有情:生仔合約      | Shirley        |
| 1994年 | 萬戶交響曲:維鵲有巢    | 陳美娟（Sara） |
| 2000年 | 寫意空間:白房子-辛其氏 | 女子           |
| 2002年 | 女人多自在             | 阿娟           |
| 2004年 | 女人多自在II           | 阿娟           |

### 電視劇（其他）
| 年份   | 劇名           | 角色   | 備註                               |
| 1997年 | 反貪風暴       | 方瑩瑩 |                                    |
| 1998年 | 康熙微服私訪記 | 馬賽賽 | 廣東巨星影業                       |
| 1998年 | 煙雨紅塵       | 張谷蘭 | 北京金英馬影視文化                 |
| 1999年 | 愛在世紀終結時 | 關靜雯 | 廣東華星影視廣告製作、珠江電影製品 |
| 2018年 | 飛虎之潛行極戰 | 余慧貞 | 邵氏兄弟網絡劇                     |
| 2023年 | 法與情         | 廖法官 | ViuTV                              |

### 電視節目
無綫電視
- 1985年 仁濟行善同歡樂（演出「楊家將」環節）[37]
- 1985年 香港早晨[38]
- 1985年 青春前線[38]
- 1989年 婦女新姿[39]
- 1989年 寰宇風情（印度特輯，拍檔：潘宗明）[40]
- 1990年至1993年 歡樂今宵[41]
- 1992年 巴塞羅那奧運
- 1992年 海陸空旅遊大競賽
- 1993年 大江南北（湖南特輯，拍檔：洪朝豐）
- 1993年 K-100（拍檔：潘宗明、宣萱、鄭敬基）
- 2002年 向生命致敬（主持）

其他
- 2000年 基督2000（主持；有線電視娛樂台）[42]

### 廣播節目
- 2013年至2016年 1+寶貝（主持；香港數碼電台）
- 2013年至2014年 撐起半邊天（主持；香港數碼電台）
- 2014年至2016年 相約30分（主持；香港數碼電台）
- 2017年至2020年 精靈一點（主持；香港電台）

### 電視電影（無綫電視）
- 1994年 致命一擊

### 電影
- 1990年 祝福
- 1994年 暴劫柔情
- 1994年 情歸何處
- 1994年 冷血人狼
- 1994年 風雨同路
- 1995年 空中小姐 飾 Julie
- 1995年 爆炸令 飾 Joanne
- 1995年 終身大事
- 1995年 二月三十 飾 何美英
- 1997年 豪情雄心
- 1998年 大丈夫
- 1998年 生死邊緣
- 1999年 天使之城（香港福音電影）
- 1999年 古惑仔之在走馬崗的日子
- 2000年 陷阱
- 2004年 生命因你動聽
- 2024年 出租家人 飾 鄧麗萍

## 專輯
- 2000年 《音樂友情》
- 2001年 《全因為祢》
- 2010年 《相信‧愛 新曲+精選》（與張崇德）

## 著作
- 2012年7月 《讓孩子學會輸得起》 爸媽學堂　ISBN：9789888156191（與張崇德合著）
- 2018年5月 《擁有失去》 華人家族傳承研究所出版社　ISBN 9789881489746

## 廣告
- Design 2000」
- Lawman 牛仔褲
- 卡荻活性碳衛生巾
- 1985年 柏仙奴健美鞋
- 1989年 EASTRAiN 泳衣（與李婉華）
- 2010年 Bioslim

## 外部連結
- 劉美娟的Facebook專頁
- 劉美娟Eugina的新浪微博
- 劉美娟的Instagram帳戶
- 劉美娟在互联网电影资料库（IMDb）上的資料（英文）（英文）
- 劉美娟在香港影庫上的簡介
- 劉美娟在时光网上的簡介（简体中文）
- 劉美娟再度當媽媽（页面存档备份，存于）